# Hylomyscus
Hylomyscus és un gènere de rosegadors de la família dels múrids. Viuen des de Guinea fins a Angola i Kenya. El seu hàbitat natural són les selves pluvials i zones de landes.
Té les orelles grosses i rodones i la cua llarga i prima. La llargada corporal és d'entre 56 i 120 mm, la llargada de la cua d'entre 100 i 175 mm i el pes d'entre 8 i 42 grams. És un animal nocturn i arborícola. Menja fruites, llavors i insectes.